# خط طول 64° شرق
خط طول 64° شرق هو أحد خطوط الطول الجغرافية، والتي تمتد من القطب الشمالي الجغرافي إلى القطب الجنوبي الجغرافي، وحسب التحويل الزمني يتقدم خط طول 64° شرق عن خط غرينتش بـ4 ساعات و16 دقيقة.

## من القطب إلى القطب
ينطلق خط طول 64° شرق من القطب الشمالي نحو القطب الجنوبي مرورا بالمناطق التي ترد في الجدول التالي:
| الإحداثيات                         | البلد أو الإقليم أو البحر | ملاحظات                                                                                              |
| ---------------------------------- | ------------------------- | --- |
| 90°0′N 64°0′E / 90.000°N 64.000°E  | المحيط المتجمد الشمالي    | |
| 80°57′N 64°0′E / 80.950°N 64.000°E | روسيا                     | Graham Bell Island, أرخبيل فرنسوا جوزيف                                                              |
| 80°41′N 64°0′E / 80.683°N 64.000°E | بحر بارنتس                | |
| 76°18′N 64°0′E / 76.300°N 64.000°E | روسيا                     | جزيرة سيفيرني, نوفايا زيمليا                                                                         |
| 75°41′N 64°0′E / 75.683°N 64.000°E | بحر كارا                  | |
| 69°33′N 64°0′E / 69.550°N 64.000°E | روسيا                     | |
| 54°18′N 64°0′E / 54.300°N 64.000°E | كازاخستان                 | |
| 43°37′N 64°0′E / 43.617°N 64.000°E | أوزبكستان                 | |
| 39°4′N 64°0′E / 39.067°N 64.000°E  | تركمانستان                | |
| 36°2′N 64°0′E / 36.033°N 64.000°E  | أفغانستان                 | |
| 29°25′N 64°0′E / 29.417°N 64.000°E | باكستان                   | بلوشستان (باكستان)                                                                                   |
| 25°20′N 64°0′E / 25.333°N 64.000°E | المحيط الهندي             | |
| 60°0′S 64°0′E / 60.000°S 64.000°E  | المحيط الجنوبي            | |
| 67°31′S 64°0′E / 67.517°S 64.000°E | القارة القطبية الجنوبية   | الإقليم الأسترالي في القارة القطبية الجنوبية, المطالب الإقليمية بالقارة القطبية الجنوبية by أستراليا |